# Archaealveolina
Archaealveolina es un género de foraminífero bentónico de la familia Alveolinidae, de la superfamilia Alveolinoidea, del suborden Miliolina y del orden Miliolida. Su especie tipo es Ovoalveolina reicheli. Su rango cronoestratigráfico abarca el Aptiense (Cretácico inferior).

## Clasificación
Archaealveolina incluye a las siguientes especies:
- Archaealveolina decastroi †
- Archaealveolina reicheli †